# Чорјаку
Чорјаку (長暦) је јапанска ера (ненко) која је настала после Чоген и пре Чокју ере. Временски је трајала од априла 1037. до новембра 1040. године и припадала је Хејан периоду. Владајући монарх био је цар Го-Сузаку.

## Важнији догађаји Чорјаку ере
- 1037. (Чорјаку 1, други дан седмог месеца): Најстарији син цара Го-Сузакуа (принц Чикихито, касније цар Го-Реизеи) постаје пунолетан.[5]
- 1037. (Чорјаку 1, седамнаести дан осмог месеца): Го-Сузаку именује свог сина Чикихита као будућег наследника трона.[5]
- 1038. (Чорјаку 2, први дан деветог месеца): Фуџивара но Чикаие бива убијен од стране слуге током покушаја пљачке. Клан Фуџивара је у жалости.[6]